# بی یان
بی یان (انگلیسی: Bi Yan؛ زادهٔ ۱۷ فوریه ۱۹۸۴) بازیکن فوتبال اهل چین است. وی همچنین در تیم ملی فوتبال زنان چین بازی کرده‌است.